# Alessio Proietti Colonna
Alessio Proietti Colonna (Roma, 7 maggio 1998) è un nuotatore italiano specializzato nello stile libero.
Ha partecipato ai Campionati europei di nuoto 2018, vincendo la medaglia di bronzo nella staffetta 4x200 m stile libero.

## Biografia
Nato a Roma il 7 maggio 1998, Alessio Proietti Colonna gareggiò inizialmente per l'Aurelia Nuoto. Il 6 dicembre 2017, si arruolò nella Marina Militare.
Il 1º luglio 2018, al 55º Trofeo Settecolli ha battuto il suo primato personale sui 200 m stile libero, prima nelle eliminatorie in 1'48"93, poi in finale in 1'48"76.
Ai Campionati europei di nuoto 2018, ha ulteriormente abbassato il suo primato sui 200 m stile libero, nuotando in 1'48"20 la prima frazione della staffetta 4x200 m sl e ottenendo insieme a Filippo Megli, Matteo Ciampi e Mattia Zuin la medaglia di bronzo in 7'07"58, dietro a Regno Unito e Russia. Nella stessa rassegna ha preso parte anche alla staffetta mista 4x200 m sl, in cui l'Italia ha chiuso in quinta posizione.
Qualche giorno dopo ha vinto i campionati italiani categoria cadetti nei 200 m e i 400 m stile libero, rispettivamente in 1'48"61 e 3'51"46.
Alle Universiadi di Napoli 2019 ha vinto la medaglia d'argento nella staffetta 4x200 metri stile libero, gareggiando al fianco di Stefano Di Cola, Matteo Ciampi e Mattia Zuin.

## Palmarès
- Europei

Glasgow 2018: bronzo nella 4x200m sl.
- Universiadi

Napoli 2019: argento nella 4x200m sl.
Chengdu 2023: argento nella 4x200m sl.